# WWE The Music: A New Day, Vol. 10
WWE The Music: A New Day, Vol. 10 es un álbum recopilatorio publicado por la World Wrestling Entertainment (WWE) el 28 de enero de 2010. A diferencia de álbumes anteriores de la serie, este álbum fue lanzado tanto en CD-R y descarga digital de forma exclusiva en Amazon en los Estados Unidos, el Reino Unido, Alemania y Francia.

## Lista de canciones
Todas las canciones fueron escritas por Jim Johnston.
| Pista | Canción                              | Intérprete                     | Sujeto                   | Longitud |
| ----- | ------------------------------------ | ------------------------------ | ------------------------ | -------- |
| 1     | "It's a New Day"                     | Adelitas Way                   | The Legacy               | 3:04     |
| 2     | "I Am Perfection"                    | Cage9                          | Dolph Ziggler            | 3:19     |
| 3     | "I Came to Play"                     | Downstait                      | The Miz                  | 4:57     |
| 4     | "Just Close Your Eyes"               | Story of the Year              | Christian                | 4:31     |
| 5     | "Return the Hitman"                  | Jim Johnston                   | Bret Hart                | 5:37     |
| 6     | "Written in My Face"                 | Sean Jenness                   | Sheamus                  | 3:33     |
| 7     | "Insatiable"                         | Patsy Grime                    | Tiffany                  | 3:10     |
| 8     | "Domination"                         | Evan Jones                     | Ezekiel Jackson          | 4:17     |
| 9     | "Born to Win"                        | Mutiny Within                  | Evan Bourne              | 4:17     |
| 10    | " Puerto Rico"                       | Vinny & Ray y Marlyn Jiménez   | Primo                    | 3:32     |
| 11    | "Oh Radio"                           | Watt White                     | Zack Ryder               | 4:02     |
| 12    | "New Foundation"                     | Jimi Bell                      | The Hart Dynasty         | 3:32     |
| 13    | "You Can Look (But You Can’t Touch)" | Kim Sozzi                      | The Bella Twins          | 3:47     |
| 14    | "Crank the Walls Down"               | Maylene & The Sons of Disaster | Chris Jericho & Big Show | 3:07     |